# Charly Schmukler
Charly Schmukler (7 de octubre de 1968) es un ingeniero de sonido de cine y televisión.

## Carrera
Actualmente es director de sonido de Grupo Secuoya y director del Máster en Postproducción en la escuela universitaria The Core (Madrid, España), perteneciente al Grupo Planeta.
A lo largo de su carrera ha trabajado en más de ochenta largometrajes españoles e internacionales, desempeñando funciones tanto de sonido directo como de postproducción de sonido. Desde 1999 ha participado también en más de cien anuncios publicitarios y cincuenta y seis documentales.
En televisión ha colaborado con directores como Isabel Coixet, Achero Mañas, María Ripoll, Miguel Bardem y Manuel Palacios. En el ámbito musical, ha trabajado como ingeniero de sonido con grupos como Ketama y El Canto del Loco, así como en la grabación de bandas sonoras para varios largometrajes.
Ha sido nominado en cuatro ocasiones a los Premios Goya en la categoría de Mejor Sonido, y en 2014 obtuvo el galardón por su trabajo en Las brujas de Zugarramurdi, dirigida por Álex de la Iglesia y considerada la primera película española mezclada en formato Dolby Atmos.
También fue premiado con el galardón al Mejor Sonido en los Premios Gamelab de 2011 por el videojuego Castlevania: Lords of Shadow.
Ha sido profesor en instituciones como el SAE Institute y la ECAM, y ha colaborado como redactor en la revista especializada On Off. Es miembro de la SGAE, la AIE y la Academia de las Artes y las Ciencias Cinematográficas de España.

## Filmografía
Cine:
- Solos (2025), Guillermo Ríos
- El cuento del lobo (2025), Norberto López Amado
- Padres (2025), Ángeles Reiné
- Invasión (2024), David Martín Porras
- Cuánto me queda (2023), Carolina Bassecourt
- Héroes de barrio (2022), Ángeles Reiné
- La piel en llamas (2022), David Martín Porras
- Todos lo hacen (2022), Martín Cuervo
- Con quién viajas (2021), Martín Cuervo
- Solo una vez (2021), Guillermo Ríos
- Campeones (2018), Javier Fesser
- Ni distintos ni diferentes: Campeones (2018), Álvaro Longoria
- La estrategia del pequinés (2018), Elio Quiroga
- Gretel and Gretel (2018), Beda Docampo Feijóo
- Vulcania (2015), José Skaf
- The Propaganda Game (2015), Álvaro Longoria
- Francisco - El Padre Jorge (2015), Beda Docampo Feijóo
- Messi (2014), Álex de la Iglesia
- Ismael (2013), Marcelo Piñeyro
- Las brujas de Zugarramurdi (2013), Álex de la Iglesia
- 7 Días en La Habana (2012), Benicio del Toro, Julio Medem, Juan Carlos Tabío, Gaspar Noé
- Silencio en la nieve (2011), Gerardo Herrero
- El Sueño de Iván (2011), Roberto Santiago
- Un cuento chino (2011), Sebastián Borensztein
- Balada triste de trompeta (2010), Álex de la Iglesia
- Las viudas de los jueves (2009), Marcelo Piñeyro
- I Come with the Rain (2009), Trần Anh Hùng
- Flores Negras (2009), David Carreras
- El cuerno de la abundancia (2009), Juan Carlos Tabío
- Los crímenes de Oxford (2007), Álex de la Iglesia
- La Zona (2007), Rodrigo Plá
- Ángel Nieto: 12+1 (2005), Álvaro Fernández Armero
- Cuba Libre (2005), Rai García
- Fin de curso (2005), Miguel Martí
- Las monstruosas aventuras de Zipi y Zape (2005), Claudio Biern Boyd
- Crimen Ferpecto (2004), Álex de la Iglesia
- Looking for Fidel (2004), Oliver Stone
- Doble Juego (2004), Alberto "Chicho" Durant
- Batalla en el cielo (2004), Carlos Reygadas
- Caballé más allá de la música (2003), Antonio Farré
- Deseo (2002), Gerardo Vera
- Gitano (2000), Manuel Palacios
- La rosa de piedra (1999), Manuel Palacios

Televisión:
- Humanity. Una historia de filantropía (2025)
- La ley del mar (2024)
- Arcadia (2024)
- Terra Alta (2024)
- Los 39 (2024)
- Zorro (2024)
- 13 días (2023)
- Race In (2023)
- Vuelo JK5022: La tragedia de Spanair (2023)
- Campamento Newton (2022), Max Lemcke
- The Longest Night (2022), Moisés Ramos
- Voces de una ciudad (2022)
- Isaac y Nora (2022)
- Proximity (2022)
- Señor, dame paciencia (2021)
- Supernormal (2021)
- Inés del alma mía (2020)
- Ni distintos ni diferentes: Campeones (2018), Álvaro Longoria
- Mónica Chef (2017)
- Sorolla (2017)
- Víctor Ros (2016), Daniel Calparsoro, Belén Macías, Iñaki Peñafiel
- Apaches (2015)
- Conflicto bajo el mar (BocaBoca – TVE)
- Pin Plus (1998)
- Los Guiñoles de Canal+ (1998–2004)
- Los sin tierra – Por los caminos de América (2004), Miguel Barros (El Deseo – Canal+)
- Dalí, maestro de sueños (2004), Manuel Palacios (DeA Planeta)
- Picasso y sus mujeres (2003), Manuel Palacios (DeA Planeta)
- Viaje al corazón de la tortura (2003), Isabel Coixet (New Atlantis – Produce+)
- Rejas en la memoria (2004), Manuel Palacios (Canal+)
- El ejército de los pobres (2002), Jorge Iglesias (New Atlantis – Canal+)
- Chavela Vargas (2001), Manuel Palacios (Morena Films – Produce+)
- Black & White, Achero Mañas (New Atlantis)
- Niñas de hojalata, Miguel Bardem (Produce+ – New Atlantis)
- Biografía de Vargas Llosa, Mauricio Bonnett (Canal+)
- Witness, María Ripoll (Produce+)
- Tras la pista de Billy Wilder, Jorge Ortiz de Landázuri (Canal+)
- Francisco Boix, un fotógrafo en el infierno, Llorenç Soler (Canal+ – TVE)
- Cassavetes: Claroscuro Americano, Jorge Ortiz de Landázuri (Canal+)
- Woody Allen: la vida y nada más, Jorge Ortiz de Landázuri (Canal+)
- Nouvelle vague: el cine sin dogmas, Pite Piñas (Canal+)
- Buñuel en Hollywood, Félix Cábez (Canal+)
- Hitchcock: la ficción sin límites, Carlos Rodríguez (Canal+)

## Premios obtenidos
- 2014 – Premios Goya: Mejor Sonido por Las brujas de Zugarramurdi, dirigida por Álex de la Iglesia (Ganador, XXVIII edición).
- 2012 – Premios Cóndor de Plata (Argentina): Mejor Sonido por Un cuento chino (2011), dirigida por Sebastián Borensztein (Ganador, 60ª edición de los premios de la Asociación de Cronistas Cinematográficos de la Argentina).
- 2011 – Gamelab: Mejor Sonido por Castlevania: Lords of Shadow (Konami International).
- 2011 – Premios Cóndor de Plata (Argentina): Silver Condor por Un cuento chino, dirigida por Sebastián Borensztein.
- 2008 – Premios ACLM (Asociación de Críticos en Línea de México): Mejor Sonido por La Zona (2007), dirigida por Rodrigo Plá.
- 2007 – Premios Mestre Mateo (Academia Galega do Audiovisual): Mejor Sonido por Concursante (2006), dirigida por Rodrigo Cortés.

## Nominaciones
- 2019 – Premios Goya: Mejor Sonido (XXXIII edición) por Campeones, dirigida por Javier Fesser (Películas Pendelton / Morena Films).
- 2013 – Premios Fénix del Cine Iberoamericano: nominación técnica por Las brujas de Zugarramurdi, dirigida por Álex de la Iglesia.
- 2012 – Premios Cóndor de Plata: Mejor Sonido por Un cuento chino, dirigida por Sebastián Borensztein.
- 2011 – Premios Goya: Mejor Sonido (XXV edición) por Balada triste de trompeta, dirigida por Álex de la Iglesia (Tornasol Films).
- 2008 – Premios ACLM (Asociación de Críticos en Línea de México): Mejor Sonido por La zona (2007), dirigida por Rodrigo Plá (Morena Films / Estrategia).
- 2007 – Premios Mestre Mateo: Mejor Sonido por Concursante, dirigida por Rodrigo Cortés (La Zona Films).
- 2004 – Premios Goya: Mejor Sonido (XIX edición) por Crimen ferpecto, dirigida por Álex de la Iglesia (Sogecine / Pánico Films).